# Pompejus portik
Pompejus portik (latin: Porticus Pompei) var en portik på södra Marsfältet i antikens Rom. Portiken uppfördes år 55 f.Kr. av Pompejus, samtidigt som Pompejus teater. Portiken, som hade fyra sidor och mätte 180 x 135 meter, var belägen bakom teaterns scaena. Portikens syfte var att skydda åskådarna från regn.
Portiken hade en trädgård samt arkader och gallerier med målningar och skulpturer, vilka hade erövrats i samband med Pompejus fälttåg. Enligt uppgift var en av dessa målningar Kadmos och Europa, utförd av Antiphilus.
Portiken eldhärjades under Carinus kejsartid (283–285) och restaurerades av efterträdaren Diocletianus.
| Plan över Campus Martius |
| --- |
| Tibern Navalia Circus Flaminius Marcellusteatern Diana- templet Pietas- templet Janustemplet Junos tempel Spestemplet Bellona- templet Apollo Sosianus tempel Jupiter Stators tempel Juno Reginas tempel Octavias portik Filippus portik Hercules Musarum- templet Octavius portik Balbus- teatern Crypta Balbi Porticus Minucia Nymfernas tempel Diribitorium Juturnas tempel Fortunas tempel Feronias tempel Lares Permarinis tempel Pompejus curia Pompejus portik Pompejusteatern Venus Victrix tempel Marstemplet Hercules Custos tempel Castors och Pollux tempel Pons Fabricius Tiberön Porticus Maximae Neptunus- templet Divorum Villa Publica Hecatostylon Fortuna Equestris tempel Statilius Taurus amfiteater |